# Berumerfehner Kirche

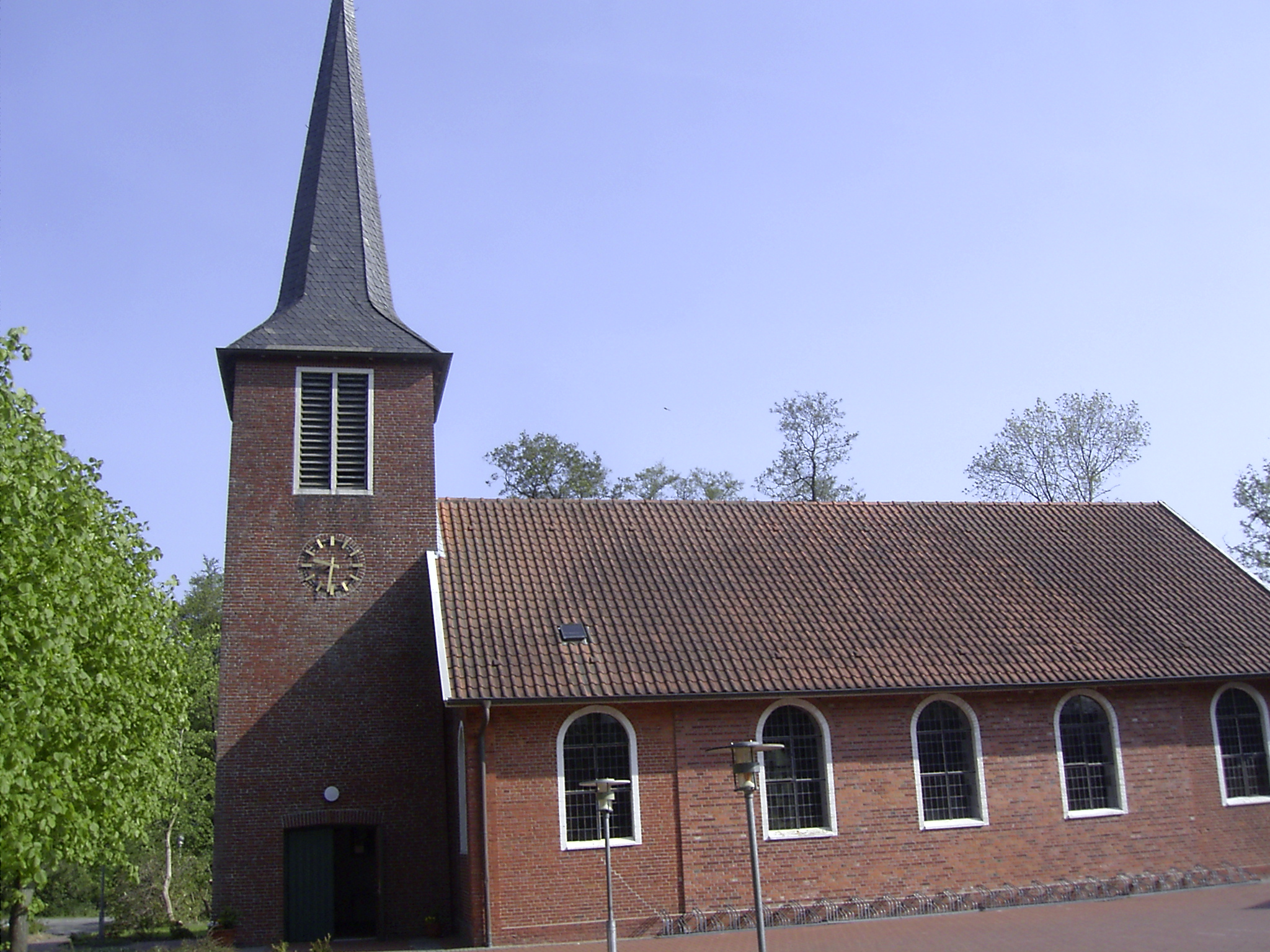
Südseite der Kirche in Berumerfehn

Die evangelisch-lutherische Berumerfehner Kirche wurde 1895 in Berumerfehn, einem Ortsteil der ostfriesischen Gemeinde Großheide, gebaut.

## Geschichte und Baubeschreibung

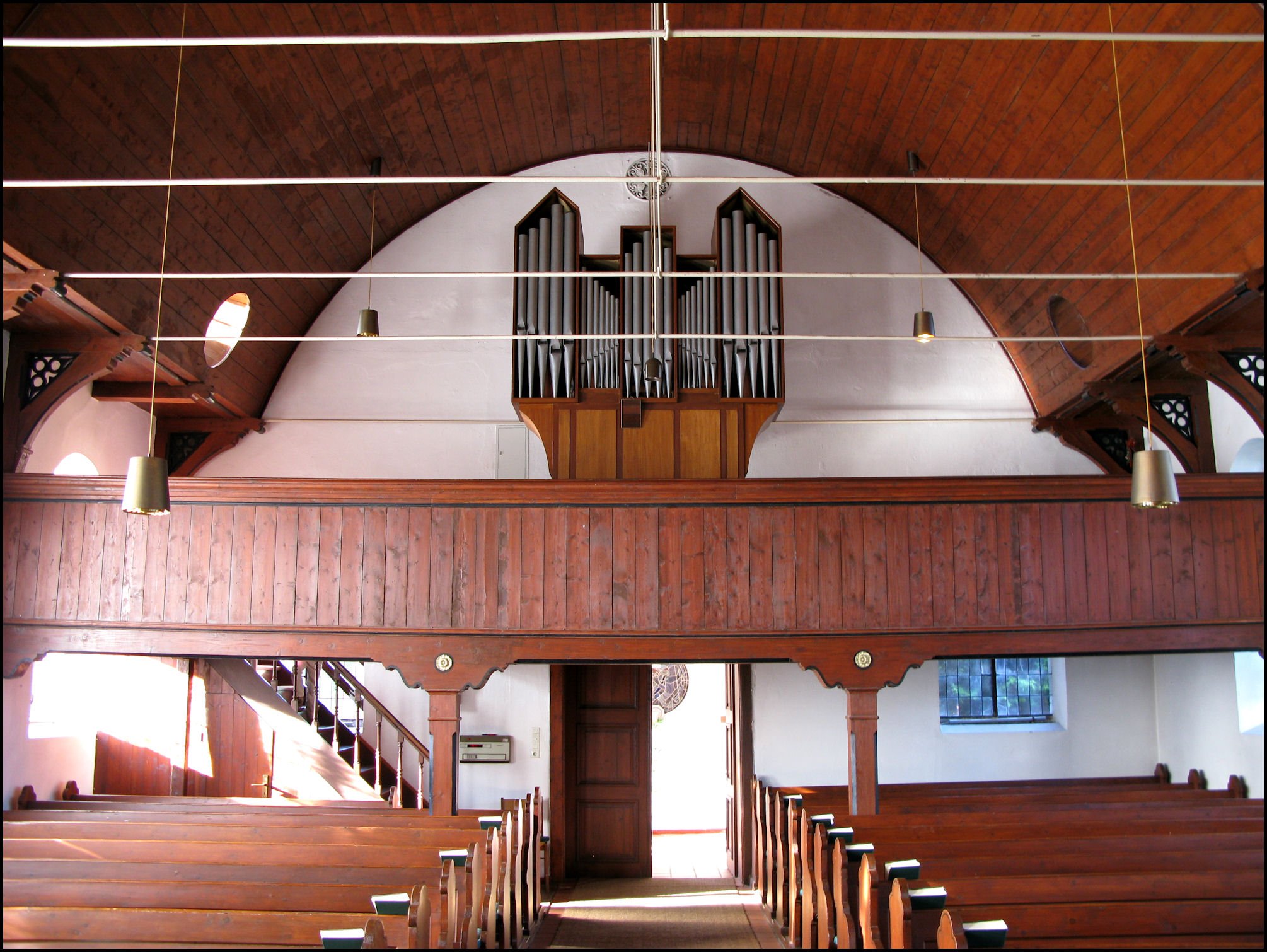
Innenraum mit Westempore

Berumerfehn wurde 1794 durch die Norder Fehn-Societaet, in der sich Bürger aus Norden und Hage zusammengeschlossen hatten, als Fehnsiedlung angelegt. Der Ort ist die einzige Fehnkolonie im Norderland und trug ursprünglich den Namen Norderfehn, wurde später aber nach dem nahegelegenen Berumer Amt benannt.
Für die Kolonisten, die kirchlich zunächst in Hage und Arle angeschlossen waren, wurde im Jahr 1892 eine Pfarrkollaboratur für einen Hilfsgeistlichen eingerichtet. 1895 entstand das Kirchengebäude, ein Bethaus mit einem Gemeindehaus, das auch als Pfarrwohnung diente. Berumerfehn erzielte 1897 seine kirchliche Selbstständigkeit.
Die Kirche ist eine Saalkirche aus Backstein mit Satteldach. Der Innenraum erhält durch je fünf große rundbogige Fenster an den Langseiten Licht. Zwei weitere an der Westseite flankieren den Glockenturm.
In den 1960er Jahren wurde an westlicher Seite der Glockenturm angebaut, der auch als Eingang dient. Er weist in allen vier Richtungen rechteckige Schallarkaden und ein kleines Rundfenster an der Westseite auf, das in Bleiglas den Barmherzigen Samariter darstellt. 1969/70 erfolgte der Neubau der Pastorenwohnung. Aufgrund der gestiegenen Bedürfnisse wurde 1997 das alte Gemeindezentrum abgerissen und ein größeres gebaut.
Heute umfasst die Kirchengemeinde etwa 2000 Gemeindeglieder und weist ein reges Gemeindeleben auf. Die Kirchengemeinde ist dem Kirchenkreis Norden angeschlossen, dem insgesamt 20 Gemeinden mit mehr als 40.200 Christen angehören.

## Ausstattung

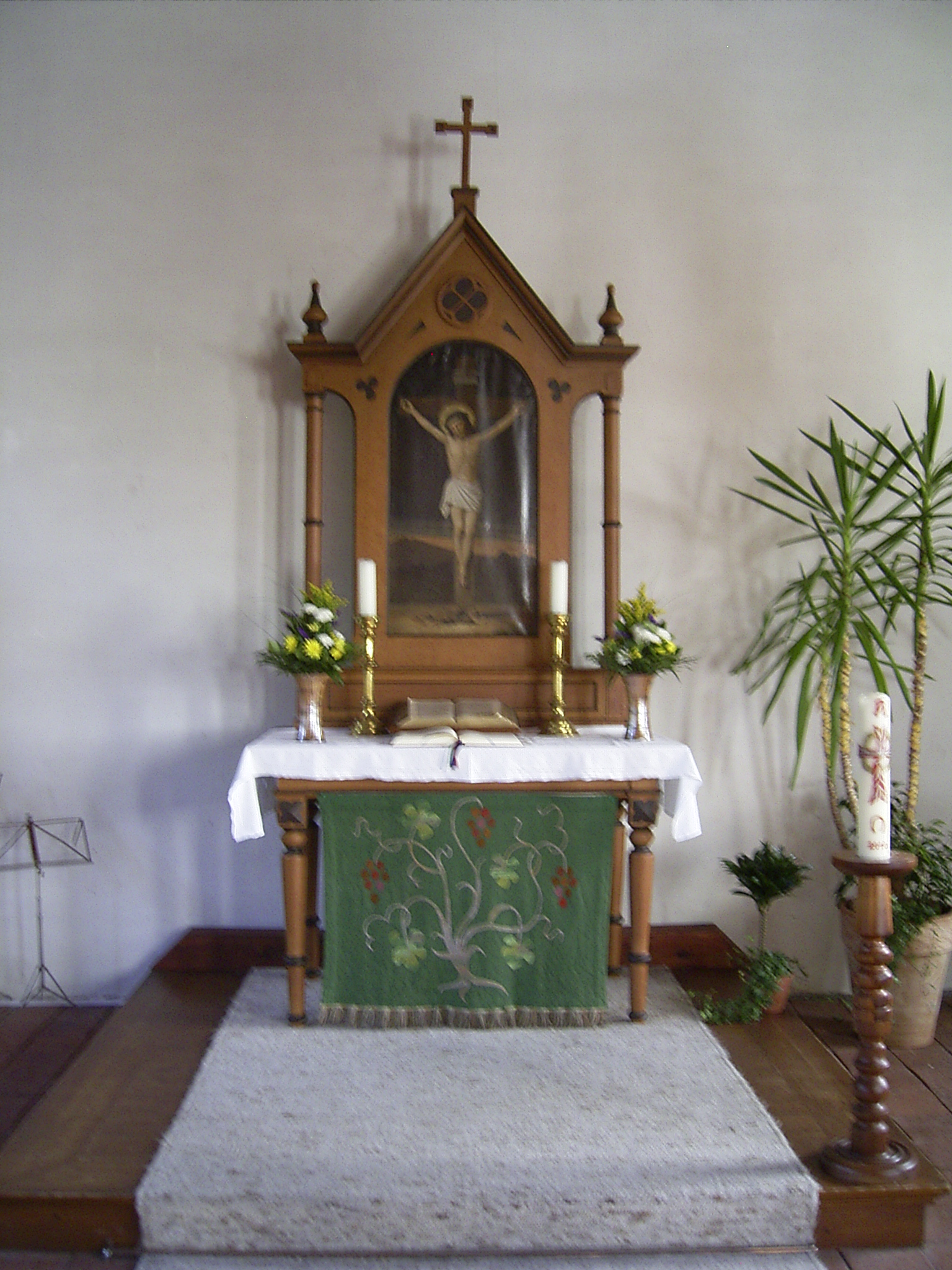
Altar aus der Erbauungszeit der Kirche

Der Innenraum erhält seine Geschlossenheit durch die einheitlich holzsichtig gehaltene Innenausstattung. Das Schiff wird durch ein Holztonnengewölbe abgeschlossen, das von geschnitzten Holzkonsolen gestützt wird. Eiserne Ankerbalken verbinden die gegenüberliegenden Seiten. Am westlichen Ende sind zwei Rundfenster in die Holztonne eingearbeitet. Während die Fenster an der Südseite schlicht gehalten sind, weisen sie an der Nordseite Motive in Bleiglas auf, die alle Christus darstellen: Die Geburtsszene, die Taufe Jesu, Jesus und die Emmausjünger, die Auferstehungsszene und Christus als Triumphator.
Der kleine hölzerne Altar mit Dreiecksgiebel an der fensterlosen Ostwand zeigt in einem Rundbogenfeld die Kreuzigungsszene. Er stammt aus der Erbauungszeit der Kirche und wird durch einen Vierpass, zwei Dreipässe, flankierende Rundstäbe und oben ein schlichtes Kreuz verziert. Der Altar steht auf einem Holztisch mit gedrechselten Füßen und ist durch ein Holzpodest leicht erhöht. An der Ostwand stehen zu beiden Seiten des Altars Priechen mit Rundbögen und Gitterwerk.
An der Südwand ist die hölzerne Kanzel mit Schalldeckel angebracht. Das oktogonale Taufbecken ist aus einem massiven hellen Stein gefertigt. Das Kirchengestühl lässt einen Mittelgang frei. Zusätzliche Sitzplätze wurden im vorderen Kirchenbereich durch Einzelsitze geschaffen.
Auf der Westempore baute Alfred Führer in den Jahren 1959 und 1960 eine kleine Orgel, die über sieben Register auf einem Manual und Pedal verfügt, hinter einem fünfachsigen Prospekt.